# 约阿希姆·埃贡 (菲斯滕贝格)
约阿希姆·埃贡·马克西米利安·弗里德里希·利奥·约瑟夫·玛利亚·胡贝图斯（德語：Joachim Egon Maximilian Friedrich Leo Joseph Maria Hubertus；1923年6月28日—2002年7月9日），出生于Dřevíč城堡，是菲斯滕贝格亲王马克西米利安·埃贡二世的孙子，其次子马克西米利安·埃贡与妻子绍恩堡-格劳豪女伯爵威廉明妮（德語：Wilhelmine Gräfin von Schönburg-Glauchau）的长子。
1959年父亲去世，约阿希姆·埃贡跟随家人搬到多瑙艾辛根。1973年，伯父卡尔·埃贡五世去世，没有子嗣。约阿希姆·埃贡繼承他成為菲斯滕贝格亲王。
1947年6月25日，约阿希姆·埃贡在科尼赛克沃德与科尼赛克-奥伦多尔夫女伯爵保拉结婚，婚后有三子三女：
- 長女阿梅丽-埃贡娜（1948年4月3日－2014年10月26日）；
- 次女玛丽-安托萬特（1949年5月15日－）；
- 長子亨利（1950年7月17日－2024年7月11日），菲斯滕贝格亲王；
- 次子卡尔-埃贡（1953年4月3日－）；
- 三子约翰内斯（1958年4月15日－），菲斯滕贝格-魏特拉领地伯爵；
- 三女安娜·露西亚（1965年11月3日－）。

| 王位覬覦者             | 王位覬覦者                                            | 王位覬覦者    |
| ---------------------- | ----------------------------------------------------- | ------------- |
| 前任者： 卡尔·埃贡五世 | — 名义上的 — 菲斯滕贝格-皮尔格利茨亲王 1973年－2002年 | 繼任者： 亨利 |